# Odei
Odei, Hodei ou Odai est le nom dans la mythologie basque que l'on donne parfois pour désigner le tonnerre. 
D'autres appellent ainsi le gros nuage de tempête ou plus simplement l'agent du tonnerre, celui qui tonne. 
Quand on entend tonner on dit : « Odeiak jo » (« celui qui tonne a frappé »).
Quand on entend tonner fortement : « Odei asarrea (« le tonnerre en colère »).
Quand on voit d'épaisses nuées : « Odeia dator (« le nuage de tempête arrive »).
Le tonnant, arrive : « Odei dago (« il y a de la tempête dans l'air »).
Dans ces expressions qui sont en vigueur dans le milieu rural, les principales significations du mot Odei apparaissent clairement comme le tonnerre et génie de la tempête ou encore du nuage orageux.
À Gesalibar/Arrasate (Guipuscoa) on appelle Odeiaixe vent  d'Odei ou vent du tonnant, un vent d'Est qui amène les bourrasques. On dit aussi qu'Odeiaixe peut passer sans décharger de pluie ou de grêle, tant que le vent du Nord ne se met pas en travers de sa route. En revanche, si quand la tempête se forme le vent du Nord arrive avec sa batterie de nuages en les faisant courir sur les flancs d'Urdalatx, la rencontre des deux vents provoque une forte tempête de pluie ou de grêle. Cette dernière est encore plus violente si un troisième vent, Naparraixe, intervient en surgissant du côté de Muru, montagne qui est au S.E. de Gesalibar.
On essaye de maîtriser Odei grâce à des procédés magiques, ou bien on a recours à Dieu afin qu'il ne s'abatte pas de fléau causé par ce terrible élément (voir aussi Aidegaxto).

## Étymologie
Haize signifie « vent » en basque. Ortzi désigne le « tonnerre ». 